# Tour of the Universe : Barcelona 20/21.11.09
Albums de Depeche Mode
Touring the Angel: Live in Milan
(2006) Depeche Mode Live in Berlin
(2014)
Tour of the Universe : Barcelona 20/21.11.09 est une vidéo publiée par Depeche Mode, comprenant un concert entier de leur tournée mondiale de 2009 et 2010 intitulée Tour of the Universe. Ce concert a été filmé au Palau Sant Jordi de Barcelone en Espagne les 20 et 21 novembre 2009 et est réalisé par Russel Thomas. Il a été publié sous les formats, DVD et Blu Ray accompagnés de disques audio.

## Liste des pistes
DVD 1 - Concert
1. In Chains
2. Wrong
3. Hole to Feed
4. Walking in My Shoes
5. It's No Good
6. A Question of Time
7. Precious
8. Fly on the Windscreen
9. Jezebel
10. Home
11. Come Back
12. Policy of Truth
13. In Your Room
14. I Feel You
15. Enjoy the Silence
16. Never Let Me Down Again
17. Dressed in Black
18. Stripped
19. Behind the Wheel
20. Personal Jesus
21. Waiting for the Night

Chansons bonus
1. World in My Eyes
2. Sister of Night
3. Miles Away/The Truth Is
4. One Caress

DVD2 - Contenu spécial
1. Most people just worry about hitting the right note. Inside the Universe – A tour documentary (durée 35:28)
2. Tour Of The Universe – projections
  1. In Chains
  2. Walking In My Shoes
  3. Precious
  4. Come Back
  5. Enjoy the Silence
  6. Personal Jesus
  7. Policy of Truth
3. Tour Of The Universe – Répétitions
  1. Wrong
  2. Walking In My Shoes
4. Hole to Feed" (Montage écran concert)
5. Behind The Wheel (Montage écran concert)
6. Never Let Me Down Again (Montage écran concert)
7. Insight (Live) (filmé à Birmingham le 13 décembre 2009)
8. Sounds of the Universe – Vidéos
  1. Wrong
  2. Peace
  3. Hole to Feed
  4. Fragile Tension

## Personnel
- Dave Gahan – chant
- Martin L. Gore – guitare, claviers, chant, chœurs
- Andy Fletcher – claviers, chœurs
- Christian Eigner – batterie, claviers
- Peter Gordeno – claviers, chœurs